# 帝國生命保險臺北支店
25°02′30″N 121°30′41″E / 25.041564°N 121.5113°E
帝國生命保險臺北支店，興建於日治臺灣時期的1937年，為1930年代的辦公建築代表。現為臺灣銀行文物館，並為中華民國臺北市直轄市定古蹟。

## 簡介

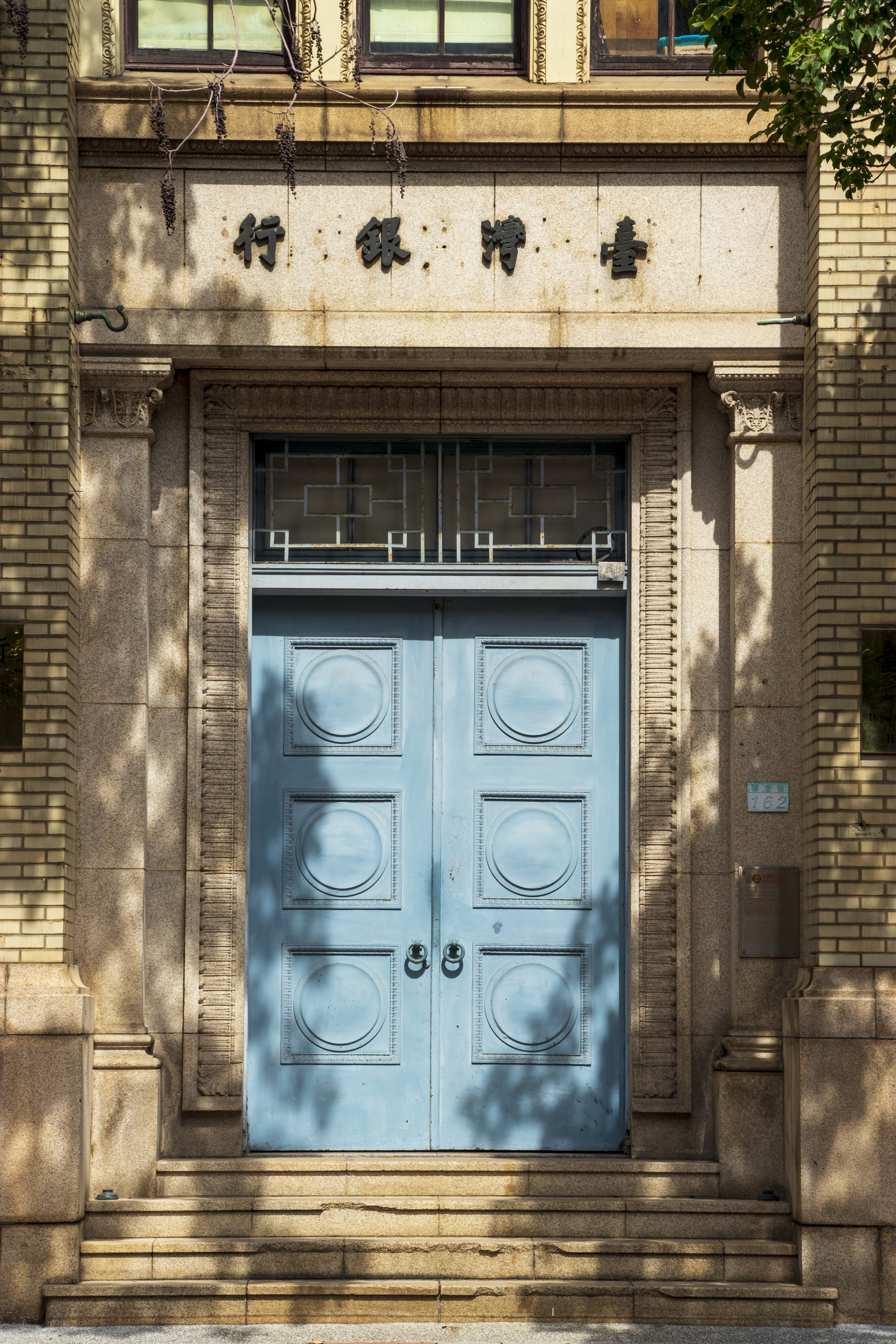
帝國生命會社舊廈玄關

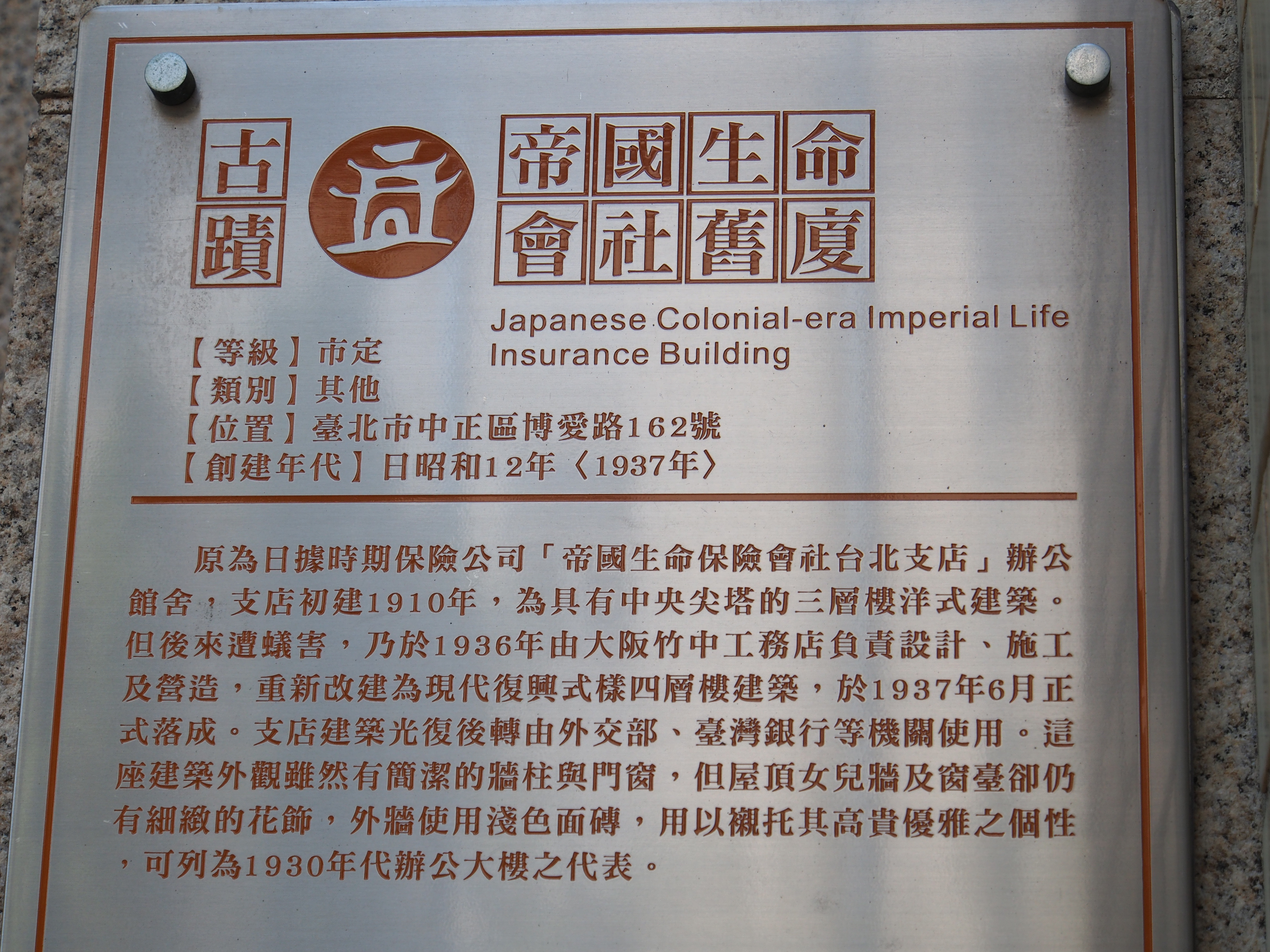
帝國生命會社舊廈解說牌

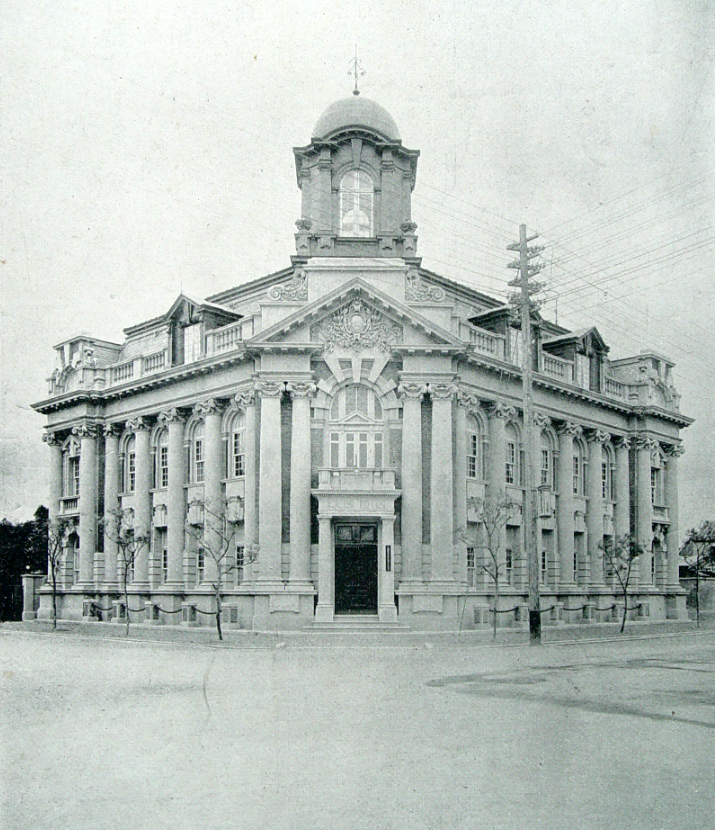
帝國生命台北支店舊廈

帝國生命（朝日生命保險前身）創立於1888年，本社位於東京市。其於1905年在台北設立出張所，並在1912年2月升格為「臺北支店」，後來在高雄市設有支部，以及位於台中、彰化、嘉義、台南、花蓮、新竹、豐原、高雄和屏東的出張所。帝國生命臺北支店舊廈初建於1910年，為文藝復興式的三層樓建築，具有一中央尖塔；但因後來建築遭蟻害，故於1936年由竹中工務店改建。新建築捨去尖塔，採折衷主義設計，外觀使用淺色面磚，並在1937年6月落成。1937年8月，臺灣拓殖株式會社遷入此建築內，與帝國生命台北支店使用同棟建築。
中華民國政府遷台灣後，此建築轉由中華民國外交部、臺灣銀行等機關使用。1998年5月4日，臺北市政府民政局發布「府民三字第8702427101號」公告，將帝國生命會社舊廈定為「直轄市定古蹟」，後來將名稱改為「帝國生命保險株式會社台北支店」。此建築目前產權由臺灣銀行所屬，由臺灣銀行文物館與臺灣銀行國際部合用。